# Taxiphyllum isopterygioides
Taxiphyllum isopterygioides är en bladmossart som beskrevs av William Russell Buck 1987. Taxiphyllum isopterygioides ingår i släktet Taxiphyllum och familjen Hypnaceae. Inga underarter finns listade i Catalogue of Life.